# Alatxa de Madeira
L'alatxa de Madeira o amploia (Sardinella maderensis) és una espècie de peix de la família dels clupeids i de l'ordre dels clupeïformes.
Els adults poden assolir 37,3cm de llargària i 927 g de pes. La reproducció té lloc entre juliol i setembre. Viuen en bancs a les aigües costaneres. Menja petits invertebrats planctònics, larves de peixos i fitoplàncton. És un peix marí i d'aigua salabrosa, pelàgic, de clima subtropical (46°N - 23°S, 17°W - 36°E) i que viu fins als 80 m de fondària.
Es troba des de Gibraltar fins a Angola. La presència recent a les Illes Balears a al Golf de València es deu al procés de meridionalització que sofreix el Mediterrani.
Es comercialitza fresc, congelat i adobat amb sal.